# 18871 Ґрауер
18871 Ґрауер (18871 Grauer) — астероїд головного поясу, відкритий 11 листопада 1999 року.
Тіссеранів параметр щодо Юпітера — 3,344.